# (4634) Shibuya
(4634) Shibuya – planetoida z pasa głównego asteroid okrążająca Słońce w ciągu 3,77 lat w średniej odległości 2,42 j.a. Odkryli ją japońscy astronomowie amatorzy Masaru Inoue i Osamu Muramatsu 16 stycznia 1988 roku. Shibuya to dzielnica Tokio, w której znajduje się wiele obiektów kulturalnych i edukacyjnych, w tym planetarium Gotoh i Muzeum Astronomiczne.